# شيري عادل
شيرين عادل والمعروفة فنيًا باسم شيري عادل (مواليد 19 أبريل 1988) هي ممثلة مصرية، بدأت مشوارها في الفن كطفلة إعلانات، ثم انقطعت عن شاشة التلفزيون لتعود مرة أخرى بأول أدوارها السينمائية في فيلم أصحاب ولا بزنس، ثم كان ظهورها فيما بعد من خلال مشاركتها في العديد من الأعمال الدرامية التلفزيونية منها: حياتي أنت، وفرق توقيت والمرسي والبحار، وعفريت القرش، والملك فاروق. كما شاركت في العديد من الأعمال السينمائية منها: خارج على القانون، وحسن ومرقص، وبلبل حيران، وعدة مسلسلات مثل: رقم مجهول، واسم مؤقت، والخطيئة.

## حياتها
درست في كلية التجارة جامعة عين شمس قسم فرنسي. بدأت مشوارها في الفن كممثلة إعلانات وهي في سن صغيرة، ثم انقطعت عن شاشة التليفزيون فترة لتعود مرة أخرى في عامها الخامس عشر بأول أدوارها السينمائية في فيلم حمادة يلعب، قبل أن تنال شهرتها بعد تقديمها شخصية «الملكة ناريمان» في مسلسل الملك فاروق، واستمرت في التمثيل في السينما والتلفزيون.

## حياتها الشخصية
تم إعلان زواجها من معز مسعود يوم 12 يوليو من عام 2018. الا انهما انفصلا في 23 أغسطس 2019. وتزوجت من الفنان طارق صبري في أكتوبر من عام 2022 وفي في 14 فبراير 2024 أعلنت الانفصال عنه .

## الجوائز
حصلت على عدد من الجوائز ومنها: جائزة أفضل ممثلة واعدة، وجائزة أوسكار السينما المصرية، وجائزة مهرجان الإسكندرية الدولي.

## أعمالها

### المسلسلات
| سنة الإنتاج | اسم المسلسل                | الشخصية        |
| ----------- | -------------------------- | -------------- |
| 2019        | إسمه أيه                   |                |
| 2018        | السهام المارقة             | مريم           |
| 2017        | الحصان الأسود:             | ماهي           |
| 2016        | نصيبي وقسمتك (ج1، 2)       |                |
| 2016        | بنات سوبرمان               | غادة صلاح      |
| 2015        | لعبة إبليس                 | مروة           |
| 2015        | البيوت أسرار               | إيمان          |
| 2014        | فرق توقيت                  | ريهام          |
| 2014        | الخطيئة                    | ليلى           |
| 2013        | إثبات شخصيّة                |                |
| 2013        | الصقر شاهين                |                |
| 2013        | اسم مؤقت                   | هالة           |
| 2012        | باب الخلق                  |                |
| 2012        | رقم مجهول                  | دينا           |
| 2011        | المواطن X                  | سارة           |
| 2010        | ملكة في المنفى             | الأميرة فتحية  |
| 2010        | راجل وست ستات (ج6)         |                |
| 2010        | شيخ العرب همام             | ليلى           |
| 2009        | الرجل والطريق              | صفاء           |
| 2009        | نساء لا تعرف الندم         |                |
| 2008        | ليل الثعالب                | نورهان         |
| 2008        | كلمة حق                    | بسمة           |
| 2008        | نسيم الروح                 |                |
| 2007        | قلب امرأة                  |                |
| 2007        | الملك فاروق                | الملكة ناريمان |
| 2007        | يتربى في عزو               | سلوى           |
| 2006        | حياتي أنت                  | داليا          |
| 2006        | عفريت القرش:2006           |                |
| 2006        | السندريلا                  | صباح حسني      |
| 2006        | الحب بعد المداولة          |                |
| 2005        | أريد حلا                   |                |
| 2005        | ألف ليلة وليلة: سالم وغانم | نوادر شابة     |
| 2005        | المرسى والبحار             | ماجدولين       |
| 2004        | بنت من شبرا                |                |
| 2001        | البيضاء                    |                |

### في السينما
| سنة الإنتاج | الفيلم           | الشخصية             |
| ----------- | ---------------- | ------------------- |
| 2023        | لف وارجع تاني    | جوهرة               |
| 2017        | فين قلبي         | هانيا عبد الحميد    |
| 2015        | سكر مر           | ملك                 |
| 2014        | مراتي وزوجتي     | فريده               |
| 2011        | أمن دولت         | ملك                 |
| 2010        | بلبل حيران       | هاله                |
| 2009        | أمير البحار      | سلوى منصور الهلباوي |
| 2008        | حسن ومرقص        | مريم / فاطمة        |
| 2008        | كلاشنكوف         | ياسمينة             |
| 2007        | خارج على القانون | ضحى سيد السويسي     |
| 2005        | حمادة يلعب       | فرح                 |
| 2001        | أصحاب ولا بزنس   | طفلة                |

### أخرى
- مسرحية: مصر فوق كل المِحَن:2014
- فوازير: مسلسليكو:2013
- مسلسل إذاعي لازم بابا يحب:2011

## وصلات خارجية
- شيري عادل على موقع IMDb (الإنجليزية)
- شيري عادل على موقع الدهليز
- شيري عادل على موقع قاعدة بيانات الأفلام العربية
- شيري عادل على موقع قاعدة بيانات الفيلم (الإنجليزية)